# 서울문화사
서울문화사(서울文化社/Seoul Cultural Publishers, inc)는 1988년에 창립된 대한민국의 출판사이다. 사옥은 서울 용산구 한강로 2가에 있는데 2018년 3월 만화사업부를 서울미디어코믹스로 분사시켰으나 뒷날 카카오에서 지분을 대량 인수했다.
한편, 1998년 3월 대여점용 만화단행본 전문회사인 서울미디어랜드를 자회사로 설립했으며  이 회사는 다음 해 여름 1000원짜리 주간지 <히트>를 창간하면서 본격적인 만화시장에 진출했으나  만화시장의 불황 탓인지 2000년 5~6호 합본호(통권 33~34호)를 끝으로 잠정 휴간했으며 그 해 봄 7호(3월 15일)(통권 35호)부터 발행이 재개된 동시에  격주간(1일,15일 발간)으로 전환한 한편 2000원으로 인상하는 등 변화를 시도했지만 결국 그 해 19호(통권 47호)를 끝으로 폐간되었고 서울미디어랜드는 그 이후 단행본 위주로 활동했지만 2001년 4월 서울문화사에 흡수합병됐다.

## 콘텐츠 제휴 잡지
- 시사저널 - 시사 종합지
- 우먼센스 - 종합 여성 교양지
- 리빙센스 - 여성 생활 정보지
- 아레나 - 남성 종합지
- 베스트베이비 - 육아 정보지
- 에쎈 - 요리 생활 정보지
- 윙크 - 청소년 순정 만화지(서울문화사가 2018년 3월 만화사업부를 서울미디어코믹스로 분사시킴에[5] 따라 현재는 서울미디어코믹스에서 발행 중)
- 아이큐점프 - 월간 소년 만화지(서울문화사가 2018년 3월 만화사업부를 서울미디어코믹스로 분사시킴에[6] 따라 현재는 서울미디어코믹스에서 발행 중)
- 코믹진-점프/윙크 - 디지털 전용 스마트 만화 잡지(서울문화사가 2018년 3월 만화사업부를 서울미디어코믹스로 분사시킴에[7] 따라 현재는 서울미디어코믹스에서 발행 중)
- 일요신문 - 시사 종합신문(주간지)
- 그라치아 - 격주간 패션지
- 보물섬 - 종합학습만화지
- 나일론 - 패션잡지 (2018년 카카오엔터테인먼트 인수[8])